# Apollonion
Apollonion (in greco Απολλώνιοι?) è un ex comune della Grecia nella periferia delle Isole Ionie (unità periferica della Leucade sull'omonima isola) con 3235 abitanti secondo i dati del censimento 2001.
È stato soppresso a seguito della riforma amministrativa, detta Programma Callicrate, in vigore dal gennaio 2011 ed è ora compreso nel comune di Leucade.

## Località
Apollonion è suddiviso nelle seguenti comunità (i nomi dei villaggi tra parentesi):
- Agios Ilias
- Agios Petros (Agios Petros, Ponti Agiou Petrou)
- Athani (Athani, Agios Nikolaos Niras)
- Chortata
- Dragano (Dragano, Panochori)
- Evgiros (Evgiros, Syvota)
- Komili
- Kontaraina
- Marantochori
- Nikolis (Nikolis, Manasi)
- Syvros
- Vassiliki
- Vournikas